# Ozenx-Montestrucq
Ozenx-Montestrucq település Franciaországban, Pyrénées-Atlantiques megyében. Lakosainak száma 378 fő (2022. január 1.). Ozenx-Montestrucq Castetbon, L’Hôpital-d’Orion, Laà-Mondrans, Lanneplaà, Loubieng, Orion, Orriule és Orthez községekkel határos.

## Népesség
A település népességének változása:
| Lakosok száma | 384  | 382  | 399  | 382  | 386  | 388  | 389  | 383  | 378  |
|               | 2013 | 2015 | 2016 | 2017 | 2018 | 2019 | 2020 | 2021 | 2022 |